# Giovanni Antonio de Foxa
Giovanni Antonio de Foxa (... – 1462?) è stato un militare spagnolo, dal 1442 al 1458 Intendente Generale del Regno di Napoli e dal 1458 al 1462 Castellano di Trani.

## Biografia
Giovanni Antonio de Foxa (Joan Antoni de Foxa) fu un oscuro, avido e poco fedele militare spagnolo. Arrivò in Italia al seguito degli Aragonesi durante la conquista e la stabilizzazione del regno di Napoli a danno degli Angioini francesi. Nell'era alfonsina fu l'intendente generale del reame con responsabilità amministrativa e finanziaria. Come responsabile del materiale militare assunse la figura di Provisor Castrorum, ovvero addetto al coordinamento e alla gestione amministrativa e militare dei castelli demaniali.
Alfonso I nel 1442 aveva completato la conquista regno dopo dieci anni di combattimenti ma la situazione poteve definirsi tutt'altro che pacificata. Gli spagnoli non erano infatti ben visti e forti fermenti di rivolta infiammavano le province del regno più lontane dalla capitale. Durante la primavera del 1458, erano scoppiati nuovi tumulti popolari nelle Puglie culminati con all'assassinio a Trani del Luogotenente del Re e il saccheggio delle case nobiliari. Ferdinando I, salito al trono napoletano dopo la morte del padre, nominò il de Foxa nuovo castellano della città ordinandogli di riprenderne il controllo. Però, dopo aver reso un buon servigio a re Ferrante per aver soffocato la rivolta nel sangue, la sua fedeltà cominciò a diminuire quando i pagamenti dalle casse reali si fecero più radi. Questo lo portò a legarsi sempre di più al principe di Taranto, che osteggiava la corona, e dal quale sperava successivamente di recuperare le somme di cui era creditore. Poco dopo, nel 1462 il Castriota, giunto in Italia nel 1459 per aiutare Ferdinando nella lotta contro il rivale Giovanni d'Angiò (che tentava di riconquistare il regno con l'appoggio delle fazioni ostili al re), col pretesto di parlamentare lo trasse fuori dalle mura e lo catturò, espugnando così la città senza combattere.

## In letteratura
La scrittrice Maria Corti nel suo libro L'ora di tutti descrive l'incontro col de Foxa del capitano Francesco Zurlo mentre questi si recava a prendere possesso della piazza di Otranto L'episodio però non può essere avvenuto in quanto nel 1480 il de Foxa era già caduto in disgrazia da quasi un ventennio.